# Chisago City

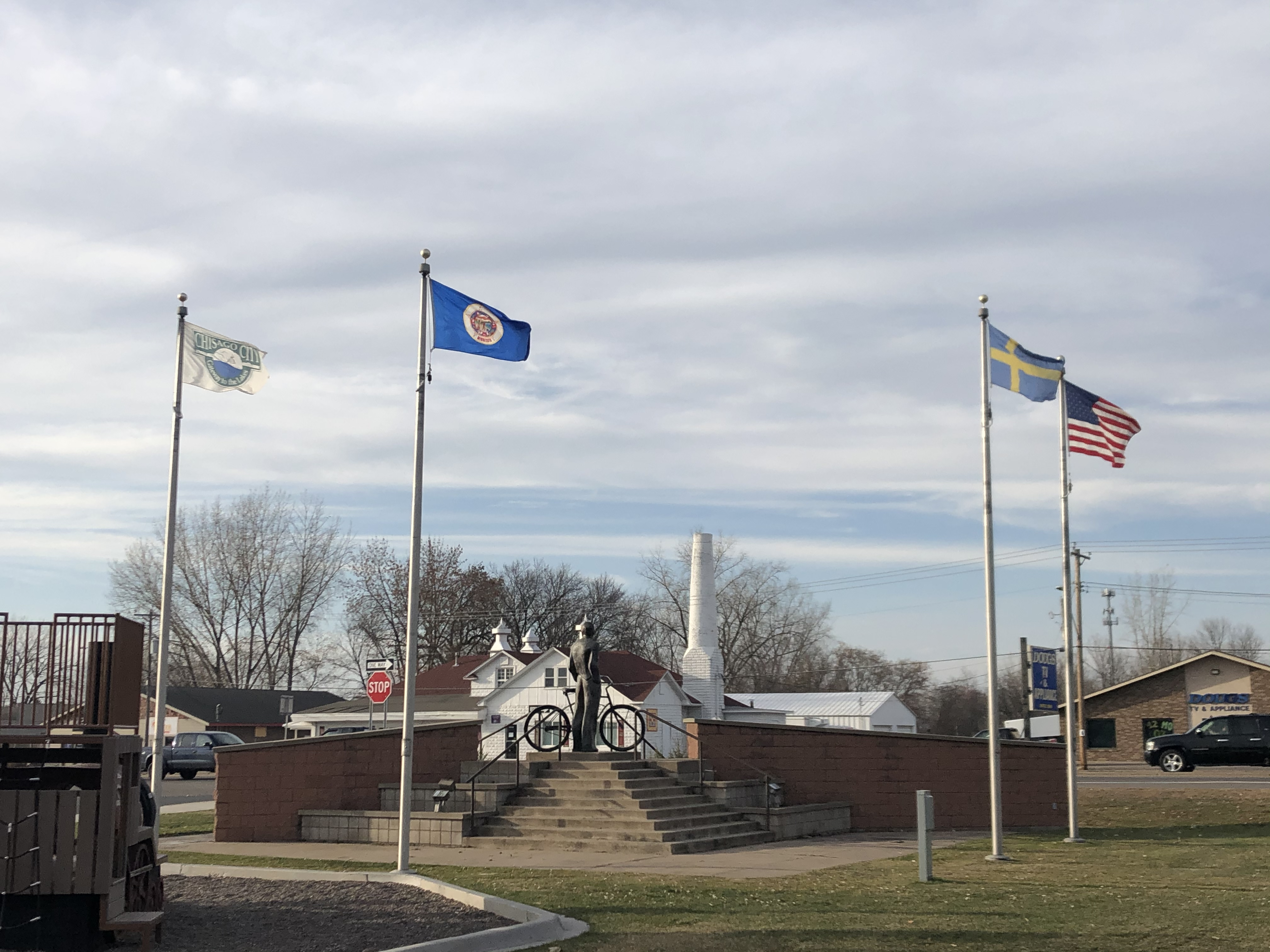
Statue de Vilhelm Moberg au centre-ville de Chisago City

Chisago City est une ville américaine située dans le Comté de Chisago, dans le Minnesota. Selon le recensement de 2010, sa population est de 4 967 habitants.